# Чемпионат Грузии по шоссейному велоспорту
Чемпионат Грузии по шоссейному велоспорту — национальный чемпионат Грузии по шоссейному велоспорту. За победу в дисциплинах присуждается майка в цветах национального флага (на илл.).

## Призёры

### Мужчины. Групповая гонка.
| Год  | Золото                   | Серебро           | Бронза               |
| ---- | ------------------------ | ----------------- | -------------------- |
| 2010 | Георгий Надирадзе        | Нодар Кацадзе     | Нодар Квавадзе       |
| 2011 | Георгий Надирадзе (3)    | Бесик Гавашели    | Георгий Сидиани      |
| 2012 | Георгий Надирадзе (3)    | Ираклий Баблидзе  | Георгий Нареклишвили |
| 2013 | Георгий Нареклишвили     | Георгий Надирадзе | Виктор Ерохин        |
| 2014 | Георгий Нареклишвили (2) | Дмитрий Хосиаури  | Георгий Сувадоглу    |
| 2015 | Георгий Нареклишвили (3) | Георгий Сувадоглу | Бесик Гавашели       |
| 2016 | Георгий Нареклишвили (4) | Бека Нареклишвили | Георгий Сувадоглу    |

### Мужчины.Индивидуальная гонка.
| Год  | Золото                | Серебро              | Бронза            |
| ---- | --------------------- | -------------------- | ----------------- |
| 2011 | Георгий Надирадзе     | Бесик Гавашели       | Ачико Махарашвили |
| 2012 | Георгий Надирадзе (2) | Георгий Нареклишвили | Давид Чохели      |
| 2013 | Бесик Гавашели        | Георгий Нареклишвили | Георгий Надирадзе |
| 2014 | Бесик Гавашели (2)    | Георгий Нареклишвили | Виктор Ерохин     |
| 2015 | Георгий Нареклишвили  | Бесик Гавашели       | Бека Нареклишвили |
| 2016 | Бека Нареклишвили     | Георгий Нареклишвили | Лука Векуа        |